# 1792 Reni
För andra betydelser, se Reni (olika betydelser).
1792 Reni eller 1968 BG är en asteroid i huvudbältet som upptäcktes den 24 januari 1968 av den ryska astronomen Ljudmjla Tjernych vid Krims astrofysiska observatorium på Krim. Den har fått sitt namn efter den ukrainska staden Reni.
Asteroiden har en diameter på ungefär 23 kilometer.